# Diane Mott Davidson
Pour les articles homonymes, voir Davidson.
Diane Mott Davidson, née le 22 mars 1949 à Charlottesville, dans l'État de Virginie, est une romancière américaine, auteur de roman policier.

## Biographie
Elle étudie les sciences et la politique au Wellesley College, puis termine ses études à l'université Stanford.
Elle débute en 1990 une carrière de romancière avec la publication de Traitement de défaveur (Catering to Nobody), la première enquête de Goldy Schulz, une mère divorcée qui travaille comme cuisinière pour subvenir à ses besoins et qui mène diverses enquêtes sur son temps libre. La particularité de ses ouvrages est d'indiquer aux lecteurs les recettes de cuisine des plats présentés au cours du roman. L'idée lui est venue après la lecture d'une enquête du détective Spenser de Robert B. Parker.
En 2013, The Whole Enchilada, la dix-septième aventure de Goldy, est publié aux États-Unis.

## Œuvre

### Romans

#### SérieGoldy Schulz
- Catering to Nobody (1990) Publié en français sous le titre Traitement de défaveur, traduction de Carlos Herrera, Paris, J'ai lu, coll. « Policier » no 4992, 1998
- Dying for Chocolate (1993) Publié en français sous le titre Mourir pour du chocolat, traduction d'Agnès Girard, Paris, J'ai lu, coll. « Policier » no 5111, 1999
- The Cereal Murders (1994)
- The Last Suppers (1995)
- Killer Pancake (1996)
- The Main Corpse (1997)
- The Grilling Season (1998)
- Prime Cut (2000)
- Tough Cookie (2001) Publié en français sous le titre Je te mangerai, traduction de Jean-Pascal Bernard, Neuilly-sur-Seine, M. Lafon, coll. « Thriller », 2002
- Sticks and Scones (2002) Publié en français sous le titre Des cadavres dans le pudding, traduction de Évelyne Châtelain-Diharce, Neuilly-sur-Seine, M. Lafon, coll. « Thriller », 2003
- Chopping Spree (2003)
- Double Shot (2005)
- Dark Tort (2007)
- Sweet Revenge (2008)
- Fatally Flaky (2009)
- Crunch Time (2011)
- The Whole Enchilada (2013)

### Essai
- Diane Mott Davidson Presents Goldy's Recipes: Cooking, Writing, Family, Life (2015)

### Nouvelle
- Cold Turkey (1992)

## Prix et distinctions notables
- Nomination au prix Agatha du meilleur premier roman en 1990 pour Catering to Nobody.
- Nomination au prix Anthony du meilleur premier roman en 1991 pour Catering to Nobody.
- Prix Anthony de la meilleure nouvelle en 1993 pour Cold Turkey.

## Source
- (en) Cet article est partiellement ou en totalité issu de l’article de Wikipédia en anglais intitulé « Diane Mott Davidson » (voir la liste des auteurs).